# Université franco-azerbaïdjanaise

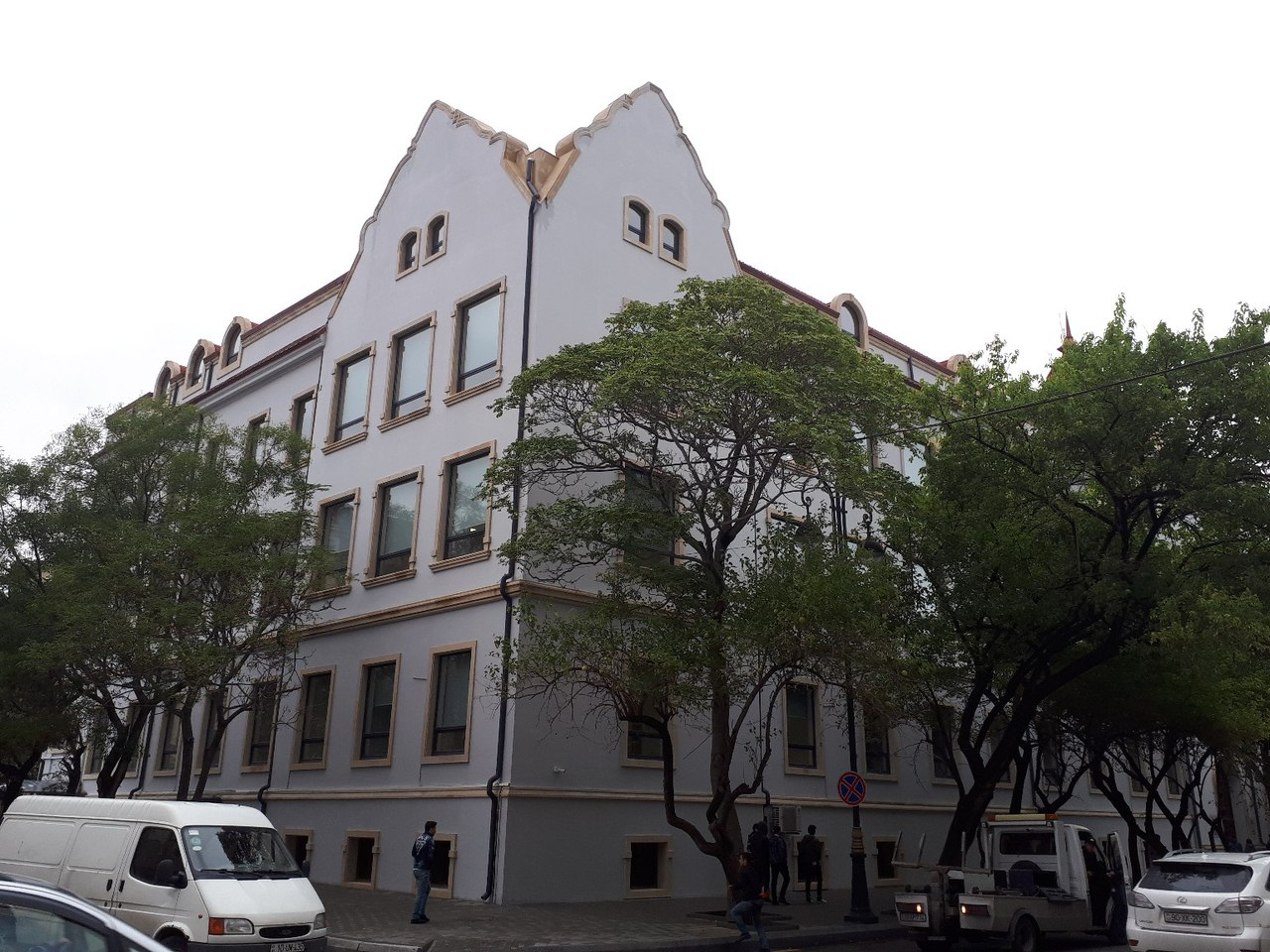
Batiment de l'UFAZ

L'université franco-azerbaïdjanaise (UFAZ), est une université intergouvernementale située dans la capitale azerbaïdjanaise de Bakou.
L'université est créée en 2016 à l'initiative du président de la République d'Azerbaïdjan Ilham Aliyev et du président de la République française François Hollande dans le cadre d'un projet commun dirigé par l'université de Strasbourg et l'université d'État du pétrole et de l'industrie d'Azerbaïdjan (ASOIU).

## Histoire
Le 12 mai 2014, lors de la visite du président François Hollande en Azerbaïdjan, les ministres de l'Éducation français et azerbaïdjanais ont signé une lettre d'intention axée sur la coopération entre les universités afin de renforcer les liens éducatifs entre les deux pays.
Une seconde lettre d'intention est ultérieurement signée par les ministres de l'Éducation des deux pays le 25 avril 2015 lors de la deuxième visite officielle de François Hollande en Azerbaïdjan. Le 15 mai suivant, la proposition de coopération a été approuvée par le président azerbaïdjanais par décret no 1242, et le 9 juin 2016, Ilham Aliyev a signé un arrêté concernant la mise en œuvre de l'université franco-azerbaïdjanaise (UFAZ).
L'UFAZ est inaugurée le 15 septembre 2016. Elle est initialement installée dans le bâtiment de l'université d'État du pétrole et de l'industrie d'Azerbaïdjan. Les nouveaux locaux de l'UFAZ, situés dans un bâtiment historique de la rue Nizami 183 et entièrement rénovés par le ministère de l'Éducation de la République d'Azerbaïdjan, sont inaugurés le 15 septembre 2017.

## Éducation
Pour être admis à l'UFAZ, les candidats au niveau baccalauréat doivent réussir l'examen national d'entrée centralisé organisé par le Centre national d'examen de la République d'Azerbaïdjan. Ceux qui obtiennent au moins 500 points sur 700 (du groupe 1) sont autorisés à s'inscrire à l'examen d'entrée organisé par l'UFAZ, organisé chaque année en juillet à Bakou, par l'université de Strasbourg.
L'enseignement à l'UFAZ est dispensé en anglais, et le contenu académique suivi est celui de l'université de Strasbourg et de l'université de Rennes-I pour le programme de licence en génie pétrolier et gazier.
Pour harmoniser le cursus de trois ans de premier cycle en France avec le programme de quatre ans de licence en Azerbaïdjan, la première année à l'UFAZ est une année de fondation. Le personnel enseignant est composé de professeurs français et azerbaïdjanais. Une fois diplômés, les diplômés de l'UFAZ reçoivent des diplômes nationaux azerbaïdjanais (ASOIU) et français (Université de Strasbourg ou Université de Rennes-I).
Actuellement, l'UFAZ compte quatre spécialités au niveau du baccalauréat : génie chimique, génie géophysique, informatique, et génie pétrolier et gazier.
L'UFAZ ouvrira de nouveaux programmes de master pour l'année universitaire 2020/2021 dans les domaines suivants: génie chimique / chimie physique, géosciences et informatique appliquée (big data et intelligence artificielle).